# Amadeo Rossi

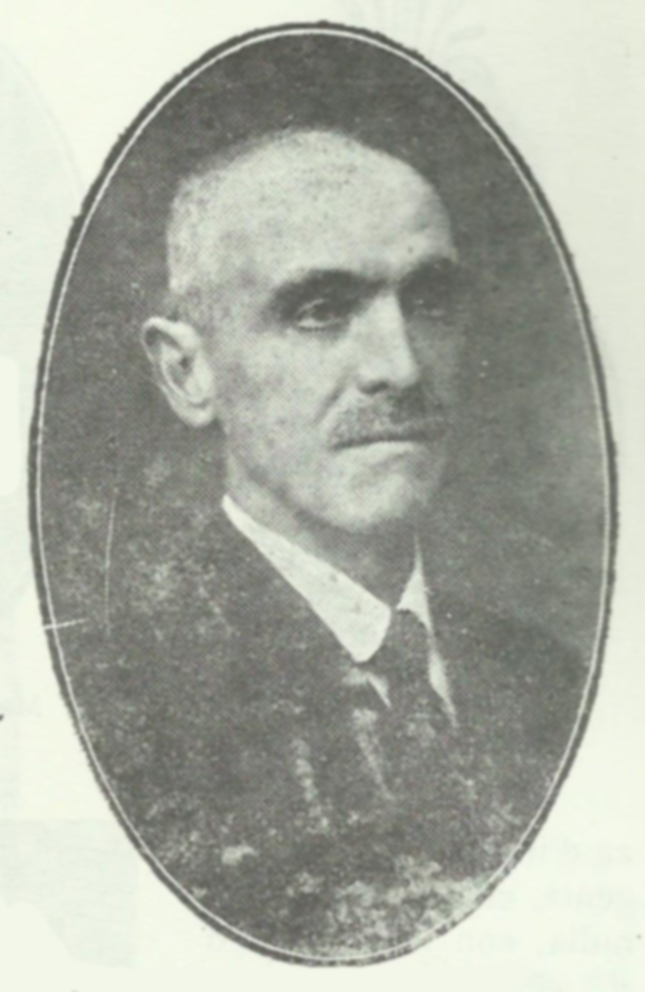
Amadeo Rossi

Amadeo Rossi (Belluno, 15 de maio de 1862 — São Leopoldo, 18 de janeiro de 1956) foi um empresário e industrial ítalo-brasileiro, membro fundador da Câmara de Indústria, Comércio e Serviços de Caxias do Sul e fundador da Amadeo Rossi S.A., indústria metalúrgica fabricante de armas de fogo.

## História
Amadeo Rossi nasceu na Itália, na comuna de Belluno em 1862. Por volta do ano de 1881, se mudou para a Colônia Caxias (atual cidade de Caxias do Sul), junto com seus quatro irmãos e seu pai, Modesto Rossi, estabelecendo-se na região de Santa Lúcia do Ipiaí, onde alguns parentes já viviam. A família Rossi se dedicou à agricultura, porém, Amadeo era funileiro e decidiu retomar o ofício, abrindo uma oficina na zona urbana da colônia.
Abriu sua primeira oficina em 1889, fabricando artigos de montaria, alambiques e caldeiras, também percorria as colônias fazendo consertos em utilitários domésticos e vendendo seus produtos. Com o tempo, passou a se dedicar a produção de joias, cutelaria, louças, ferragens, selarias e trançamento, ao comércio de secos e molhados, equipamentos domésticos e a representação comercial de empresas da capital do estado, Porto Alegre.
Em 1912, Rossi era um dos lideres do empresariado de Caxias do Sul, se unindo a outros empresários e reativando a Associação dos Comerciantes, que fora fundada originalmente em 1901, mas havia sido desativada em 1907. Assumiu um cargo na diretoria da associação e se tornou um dos membros fundadores da entidade. Em 1913, associou-se a outro empresário e abriu novas empresas: uma oficina mecânica, uma ferraria e uma serraria. No fim do mesmo ano, foi até a Europa encomendar equipamentos novos para sua metalúrgica.
Em 3 de agosto de 1914, seu pai, Modesto Rossi falecia aos 70 anos de idade. Ao longo dos anos da década de 1910, seus produtos ganharam reconhecimento: um prêmio na Exposição Estadual do Rio Grande do Sul de 1901, medalhas de prata e bronze na Exposição Nacional de 1908, uma medalha de ouro na Exposição Universal de 1911 em Turim, na Itália, uma medalha de ouro e a menção honrosa na Exposição Agropecuária de Porto Alegre de 1912, uma medalha de prata na Exposição de Santa Maria em 1914, medalhas de ouro e prata na III Exposição Estadual de Porto Alegre em 1916, uma medalha de ouro na Exposição Agrícola Industrial de Caxias do mesmo ano, e medalhas de ouro e prata, além da menção honrosa na Exposição-Feira Agropecuária de Porto Alegre de 1917. Em 1918, quando participou da Exposição Agrícola Industrial de Porto Alegre, jornalistas de A Federação declararam que seus produtos eram "um sortimento completo de obras de metal branco e prata, arreiamentos para montaria, espoletas, alambiques, artigos em cobre e cartuchos".

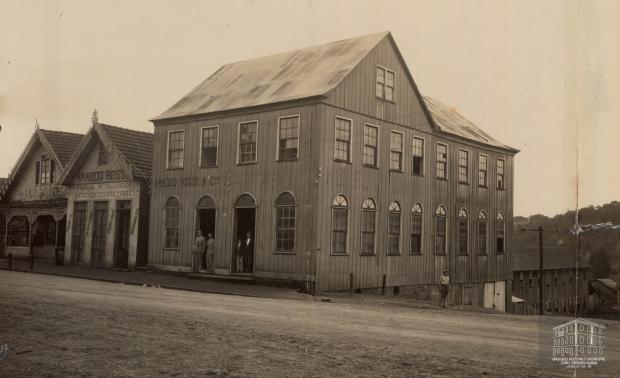
Sede da Amadeo Rossi & Cia. na cidade de Caxias do Sul, em 1932

Em 1919, reformulou seus negócios para um formato mais próximo do que consolidou sua empresa. Após desenvolver e aprimorar suas técnicas de fundição, encerrou alguns setores da empresa, como por exemplo os responsáveis pela produção de joias, produtos domésticos e afins, e passou a focar na produção de itens feitos com ferro e aço fundido, inclusive acessórios e peças para armas, artigos de caça e afins. Em 1922, reorganizou suas empresas, fundando a Amadeo Rossi & Cia., concentrada na produção de espoletas, explosivos, cartuchos para armas e outros artigos de caça e tiro. No mesmo ano, conseguiu seu primeiro grande contrato no setor militar e bélico, quando passou a fabricar e fornecer granadas para o Governo do Estado do Rio Grande do Sul. Em 1932, passou a fornecer máscaras de gás para o Exército Brasileiro.
Seu sucesso como empresário e industrial fez com que Amadeo Rossi fosse reconhecido no álbum comemorativo dos 50 anos da imigração italiana no Brasil, em 1925, como um dos expoentes da indústria no Rio Grande do Sul. Em 1937, se mudou e transferiu sua empresa para a cidade de São Leopoldo, devido a problemas com o abastecimento de energia em Caxias do Sul. A mudança foi importante, pois em São Leopoldo seus negócios se desenvolveriam notavelmente.
Amadeo Rossi passou a ser reconhecido como sócio honorário da Associação dos Comerciantes em 1941, junto com o reconhecimento da organização como entidade de utilidade pública numa solenidade realizada pela Prefeitura de Caxias do Sul. Anos depois, com o início da II Guerra Mundial, a Amadeo Rossi S.A. passou a ser fornecedora do Exército Brasileiro, dedicando-se quase que exclusivamente na produção de explosivos, armas de fogo, munições e artigos militares, sendo declarada como empresa de interesse militar, esforço este que foi recompensado em 1944, quando Amadeo Rossi recebeu o título de Cidadão Brasileiro em agradecimento aos serviços prestados por sua empresa.
Faleceu em 18 de janeiro de 1956, deixando doze filhos. Em seu obituário publicado no jornal Diário de Notícias, o jornalista Luiz Maineri enalteceu o exemplo de dedicação ao trabalho, sua honra e bondade pessoal, chamando-o de "titã do progresso brasileiro".
Após sua morte, alguns lugares públicos de Caxias do Sul receberam seu nome em homenagem ao empresário, como por exemplo, a Rua Amadeo Rossi (no Morro do Espelho), a EEEM Amadeo Rossi (em Santa Tereza) e a Praça Amadeo Rossi (no São José).

## Amadeo Rossi S.A.

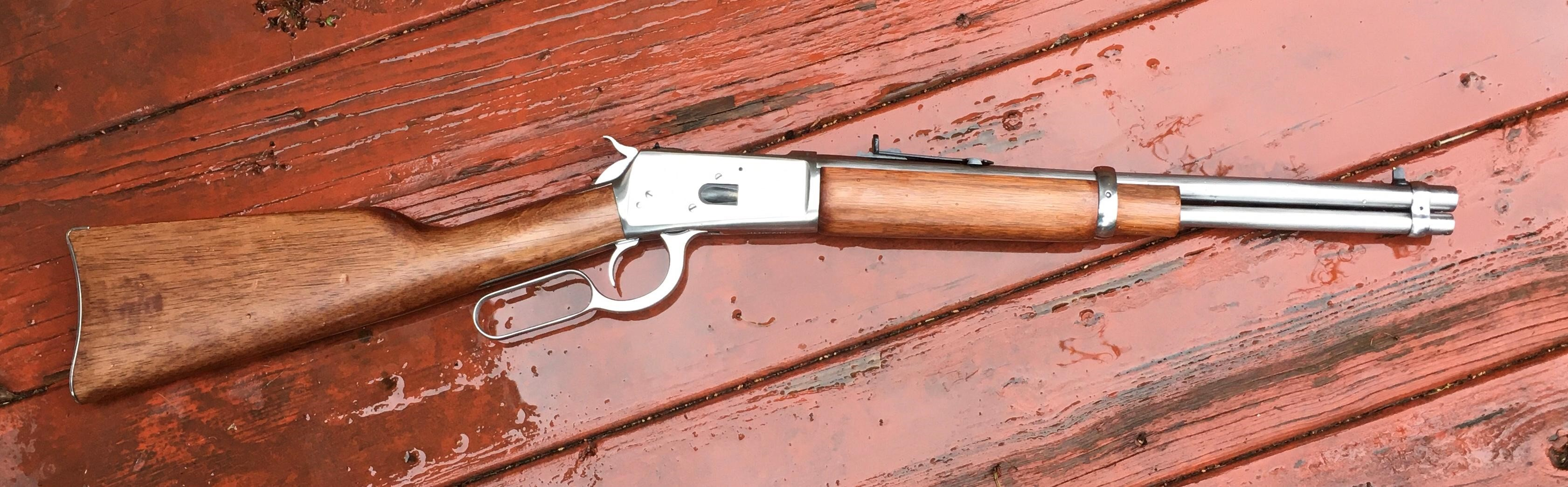
Carabina Puma em calibre .357 Magnum

Em 1964, a Amadeo Rossi S.A. Metalúrgica e Munições possuía uma grande linha de produtos, exportava seus produtos para cerca de 70 países diferentes e ocupava uma área de 80 mil metros quadrados em São Leopoldo, empregando 1370 funcionários. Na década de 70, passou a ser distribuída pela Interarms nos Estados Unidos. Suas carabinas da linha Puma, que eram réplicas da clássica Winchester 1892, foram um sucesso de vendas no Brasil e no exterior junto com seus revólveres que fizeram sucesso devido ao seu preço reduzido e alta qualidade dos materiais, mecanismos e acabamento.
A Rossi fabricou armas de fogo até a década de 2000, quando foi vendida para a Taurus Armas e se tornou uma importadora e distribuidora de artigos de tiro esportivo e armas de pressão. Atualmente, rebatizada Rossi Airguns Airsoft, a empresa mantém sua sede em São Leopoldo e representa no Brasil diversas fabricantes estrangeiras de armas de pressão, airsoft e artigos de tiro esportivo como a Cometa, GAMO, Hatsan, Crosman, Beeman, dentre outras. Em 2019 era a maior importadora de armas de pressão e artigos de tiro esportivo do Brasil.